# Zéphirin Zoko
Zéphirin Zoko, (Abidjan, 13 september 1977), is een Ivoriaanse voetballer en international die als spits speelde.

## Biografie

### Opmerkelijke debuutjaren
Hij trainde bij ASEC Mimosas en kwam over in december 2001 in Frankrijk bij Club de Football de Paris, destijds een ambitieuze CFA-club, na eerder een proefperiode te hebben afgerond bij En Avant de Guingamp. Hij speelde een half seizoen en scoorde uiteindelijk negen competitiedoelpunten, wat hem een overstap opleverde naar een  niveau hoger bij Olympique d'Alès in de Nationale Liga; ondanks de degradatie van de club om financiële redenen, zorgde zijn talent ervoor dat het in die divisie bleef door zich aan te sluiten bij AS Cannes. Aan de Côte d'Azur bewees Zoko zich als een effectieve spits en scoorde hij 10 doelpunten in 34 wedstrijden.

### Vertrek naar België
Na zijn succesvolle seizoenen in de Nationale Liga bood België hem de kans om in de Eerste Klasse te spelen. In 2004 sloot hij zich aan bij KV Oostende en scoorde 8 doelpunten in 27 competitiewedstrijden in het seizoen 2004-2005, maar kon de degradatie van zijn team niet voorkomen. Hij behield echter zijn plaats in de Belgische hoogste divisie door te tekenen voor de gerenommeerde club Gent, waar hij geen basisplaats wist te bemachtigen.

### Terugkeer naar Frankrijk
Na deze tegenslag keerde hij terug naar de basis door te tekenen voor Nîmes Olympique, een ambitieuze club in de Nationale Liga, een competitie die hij goed kende en waar hij een goede reputatie genoot. Hij slaagde er echter niet in om voet aan de grond te krijgen in de aanval van Nîmes, gedomineerd door Mickaël Colloredo en Stéphane Beyrac.
Nadat hij werd weggestuurd belandde hij bij US Luzenac, een club uit de CFA-competitie, waar hij twee seizoenen speelde, waarna de club promoveerde naar de Nationale Liga. Hij maakte geen deel meer uit van de plannen van de club uit Ariège, maar bleef in de regio en sloot zich in 2009 aan bij AS Muret en vervolgens in september 2010 bij US Cazères. Beide clubs speelden in de DH Midi-Pyrénées.

### Internationale carrière
Tussen 2000 en 2002 speelde hij acht wedstrijden en scoorde hij drie doelpunten voor de Ivoriaanse nationale ploeg.

## Biografie

### Een opmerkelijk debuut
Hij trainde bij ASEC Mimosas en arriveerde in december 2001 in Frankrijk bij Club de Football de Paris, destijds een ambitieuze CFA-club, na eerder een proefperiode te hebben afgerond bij En Avant de Guingamp. Na een half seizoen te hebben gespeeld, scoorde hij uiteindelijk negen competitiedoelpunten, wat hem een overstap opleverde naar een club een niveau hoger, Olympique d'Alès in de Nationale Liga; ondanks de degradatie van de club om financiële redenen, stelde zijn talent hem in staat om in die divisie te blijven door zich aan te sluiten bij AS Cannes. Aan de Côte d'Azur bewees hij zich als een effectieve spits met 10 doelpunten in 34 wedstrijden.

### Vertrek naar België
Na zijn succesvolle seizoenen in de Nationale Liga bood België hem de kans om in de Divisie 1 te spelen. In 2004 sloot hij zich aan bij KV Oostende en scoorde 8 doelpunten in 27 competitiewedstrijden in het seizoen 2004-2005, maar kon de degradatie van zijn team niet voorkomen. Hij behield echter zijn plek in de Belgische hoogste divisie door te tekenen voor de gerenommeerde club Gent, waar hij geen basisplaats wist te bemachtigen.

### Terug naar Frankrijk
Na deze tegenslag keerde hij terug naar de basis door te tekenen voor Nîmes Olympique, een ambitieuze club in de Liga National, een competitie die hij goed kende en waar hij een goede reputatie genoot. Hij slaagde er echter niet in zich te vestigen in de aanvalslinie van Nîmes, gedomineerd door Mickaël Colloredo en Stéphane Beyrac.
Niet behouden, belandde hij bij US Luzenac, een club uit de CFA-competitie, waar hij twee seizoenen speelde, waarna de club promoveerde naar de Liga National. Niet langer onderdeel van de plannen van de club uit Ariège, bleef hij in de regio en sloot zich in 2009 aan bij AS Muret en vervolgens in september 2010 bij US Cazères. Beiden speelden in de DH Midi-Pyrénées.

### Internationale carrière
Tussen 2000 en 2002 speelde hij acht wedstrijden voor het Ivoriaanse nationale team, waarin hij drie keer scoorde.